# 岡村泉
岡村泉（1989年12月25日—），日本女演員、模特兒，出身於神奈川縣，所屬經紀公司為No.9 Actor。

## 略歷
岡村出身於神奈川縣，從小學至大學皆就讀慶應義塾的學校系統，最終畢業於慶應義塾大學環境情報學部。大學時期曾獲得「慶應小姐SFC（湘南藤澤校區）大賽2009」大獎，並於集英社雜誌《non-no》擔任專屬模特兒，當時即訂下將來成為女演員的目標。大學畢業後完全投身演藝圈，出演了電影、電視劇及舞台劇角色，並與向井理、井上真央共同拍攝電視廣告。之後，她憑藉飾演2016年上映的日活羅曼情慾電影復活系列作品《裸舞狂情》角色，一舉獲得第59回藍絲帶獎最佳新人，也是繼美保純以來，相隔34年再度出現該情慾電影系列演員獲得最佳新人獎項。

## 個人
- 憧憬的女演員是宮崎葵[5]。
- 興趣是一個人看電影、遊戲、啦啦隊、踩地雷、打鼓[6]。

## 演出

### 電視劇
- 《相棒 season11》 第5話（2012年11月7日，朝日電視台） - 飾演 女子高生あみ
- 《只要吃》（2013年7月12日－9月27日，東京電視台） - 飾演 吉田優奈
- 星期六Wide劇場（日语：土曜ワイド劇場）《私は代行屋!（日语：私は代行屋!）》（2013年11月2日，朝日電視台） - 飾演 新井希
- 電視劇NEO（日语：ドラマNEO）《DarkSystem 戀愛王座決定戰（日语：ダークシステム 恋の王座決定戦）》 第5話－第6話（2014年2月18日－2月25日、TBS電視台） - 飾演 二宮沙希
- 星期六Wide劇場（日语：土曜ワイド劇場）《水手服殭屍》 第5話、第8話（2014年5月17日、6月14日、東京電視台） - 飾演 アオイ
- 連續劇W（日语：ドラマW）《咕咕貓》 第5話、第8話（2014年10月18日－11月8日、WOWOW）
- 大河劇《真田丸》（2016年1月10日－12月18日、NHK） - 飾演 侍女
- 《寵物情人（日语：きみはペット）》（2017年2月6日－6月19日、富士電視台） - 飾演 倉木さやか
- 《遺留搜查 第四季》 第4話（2017年8月3日、朝日電視台） - 飾演 井上春香

### 電影
- 《ソーローなんてくだらない》（2011年8月20日） - 飾演 美食報導記者
- 《空喰いの橋》（2012年2月18日） 主演 渡瀨百合枝
- 《カメラ・ガール》（2012年8月12日） 飾演 カノン
- 《かしこい狗は、吠えずに笑うかしこい狗は、吠えずに笑う（日语：かしこい狗は、吠えずに笑うかしこい狗は、吠えずに笑う）》（2013年6月22日） 飾演 清瀬イズミ
- 《我們都是超能者！》（2015年9月4日）
- 《裸舞狂情（日语：ジムノペディに乱れる）》（2016年11月26日）
- 《私は渦の底から》（2017年4月30日）
- 《ビジランテ》（2017年12月9日）

### 電視節目
- 《Woman On The Plane（日语：ウーマン・オン・ザ・プラネット）》（2015年1月3日－2月14日、日本電視台）

### 舞台劇
- 《楽屋》（2014年2月21日－2月23日、新宿黃金街劇場）
- 《はじまりのある曲線》（2014年12月2日－12月7日、新宿タイニイアリス）
- 《わたしの、領分。》（2015年8月11日－8月16日、劇場風姿花傳）
- 《とりわける人たち》（2015年12月25日－12月29日、小劇場B1（日语：小劇場B1））
- 《エリカな人々》（2016年4月30日－5月8日、赤坂RED THEATER）
- 《わたしの、領分》（2017年3月28日－4月2日、下北澤小劇場楽園）

### 電視廣告
- ハウスメイト（日语：ハウスメイト）「まごころ。父親」篇（2013年－2014年）
- 瑞穗金融集團「夢をかなえる」篇（2013年5月）

### 音樂錄影帶
- RADWIMPS《五月の蝿》（2013年12月14日）

### 推特線上劇
- 《その愛、お金で買いました。》（2017年7月15日－8月16日） 飾演 直美

### 書籍
- 《non-no》（2009年－2010年、集英社） 專屬模特兒
- 《Tokyo graffiti》（グラフィティ）
- 李正姬《いのちが、咲く瞬間。》（2011年7月15日、真人堂（日语：眞人堂）） 封面模特兒
- 青山裕企《ガールズフォトの撮り方》（2012年5月24日、誠文堂新光社） 模特兒

## 獎項
- 2016年第59回藍絲帶獎最佳新人

## 外部連結
- プロフィール - No.9 Actor （页面存档备份，存于）
- 岡村泉的X（前Twitter）
- 岡村泉的Instagram帳戶
- 岡村泉的Facebook專頁